# Wilhelm von Scheid genannt Weschpfennig
Wilhelm von Scheid genannt Weschpfennig (* um 1535; † 4. November 1611 in Ratingen) war Hofpfalzgraf und Amtmann des Amtes Solingen und Burg sowie des Amtes Beyenburg.

## Leben
Wilhelm war Sohn des Rorich von Scheidt genannt Weschpfennig. Etwa 1558 trat er in den Dienst der Vereinigten Herzogtümer Jülich-Kleve-Berg. 1561 wurde er Assessor am Reichskammergericht Speyer, 1563 wurde er dort Beisitzender. Am 24. Oktober 1566 wurde er von seinem Herzog zum Rat ernannt. Am 3. Juni 1567 wurde er von Kaiser Maximilian zum Hofpfalzgrafen ernannt. 1572 wurde er Amtmann des Amtes Solingen und Burg, zudem Rentmeister in Burg. 1593 wurde er Amtmann des verpfändeten Amtes Beyenburg. Er starb auf einer seiner zahlreichen Reisen und wurde in der Kreuzherrenkirche in Düsseldorf beigesetzt.

## Besitzungen
Wilhelm von Scheid hatte sechs landtagsberechtigte Rittersitze in seinem Eigentum. Das Stammhaus Bröl erwarb er 1569 von seinem erbberechtigten älteren Bruder Engelbert. Haus Heltdorf im Amt Angermund erhielt er 1559 durch seine Heirat. 1584 kaufte er die landtagsfähigen Höfe zu Saurenbach im Kirchspiel Ruppichteroth, 1585 erschien er auf dem Ritterzettel. Haus Elsfeld im Amt Blankenberg verkaufte er 1600 an seinen Bruder Gotthard. Rötzinghofen im Amt Miselohe erwarb Wilhelm von Scheid aus einer Erbmasse, ab 1596 wird er auf dem Ritterzettel als Herr von Rötzingshofen benannt. 1596 erwarb er den adeligen Haus Bilkrath (Hof Pilkrath) im Amt Angermund.

## Kinder
- Wilhelm (früh verstorben)
- Franz († 1636)
- Maria Leonora, verheiratet mit Wilhelm von Bellinghausen, Nachfolger in der Amtmannstelle von Beyenburg
- Margarethe, verheiratet mit Heinrich von Zweifel zu Overheid, Nachfolger in der Amtmannstelle zu Solingen und Burg
- Johann Bertram